# Ödön von Horváth

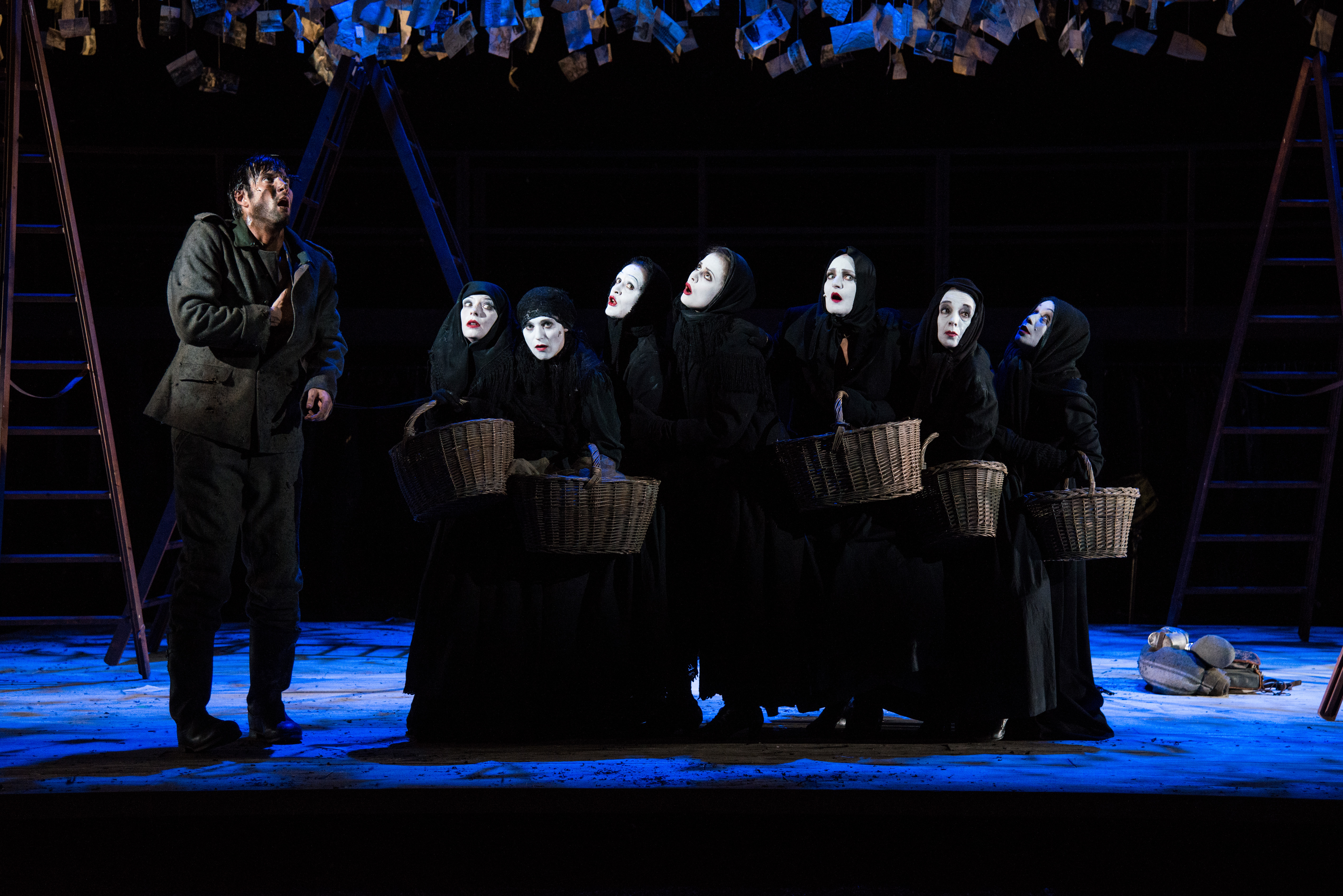
Don Juan kommt aus dem Krieg, Festival de Salzburgo 2014

Edmund Josef von Horváth (Sušak, Rijeka, 9 de diciembre de 1901-París, 1 de junio de 1938) fue un dramaturgo y novelista austrohúngaro. Prefería en sus publicaciones la versión húngara de su nombre Ödön von Horváth.
Horváth era el primogénito del diplomático austrohúngaro de origen húngaro Dr. Edmund (Ödön) Josef Horvát y Maria Hermine Prehnal, de una familia austrohúngara de tradición militar. 
Estudió la primaria en Budapest y más tarde en el internado Rákóczianum, en donde la clase se impartía en húngaro. En 1909, su padre fue ennoblecido (indicado en alemán con la preposición "von", y en húngaro añadiendo una "h" al apellido) y a trasladado a Múnich, pero Ödön y su madre no lo acompañaron. El joven Horváth asistió a la escuela secundaria en alemán en Bratislava y Viena, y en 1913 consiguió su Matura (examen de estudios secundarios) y se reunió con sus padres en Múnich (más concretamente en Murnau am Staffelsee, cerca de Múnich), desde donde pudo estudiar en la Universidad de Múnich.
Comenzó a escribir de estudiante, en 1920, y al dejar la universidad sin graduarse, se mudó a Berlín; más tarde vivió en Salzburgo y Murnau am Staffelsee en Alta Baviera. En 1931, fue galardonado junto con Erik Reger con el Premio Kleist y en 1933, al comenzar el régimen nazi en Alemania se mudó a Viena y en 1938 a París, donde murió al caerle encima la rama de un árbol durante una tormenta eléctrica en la Avenida de los Campos Elíseos. Fue enterrado en el cementerio de Saint-Ouen, en las afueras de París, pero, en 1988, a ocasión del 50 aniversario de su muerte, sus restos fueron exhumados y vueltos a inhumar en el Heiligenstädter Friedhof de Viena.
En su obra hay críticas contra el fascismo.

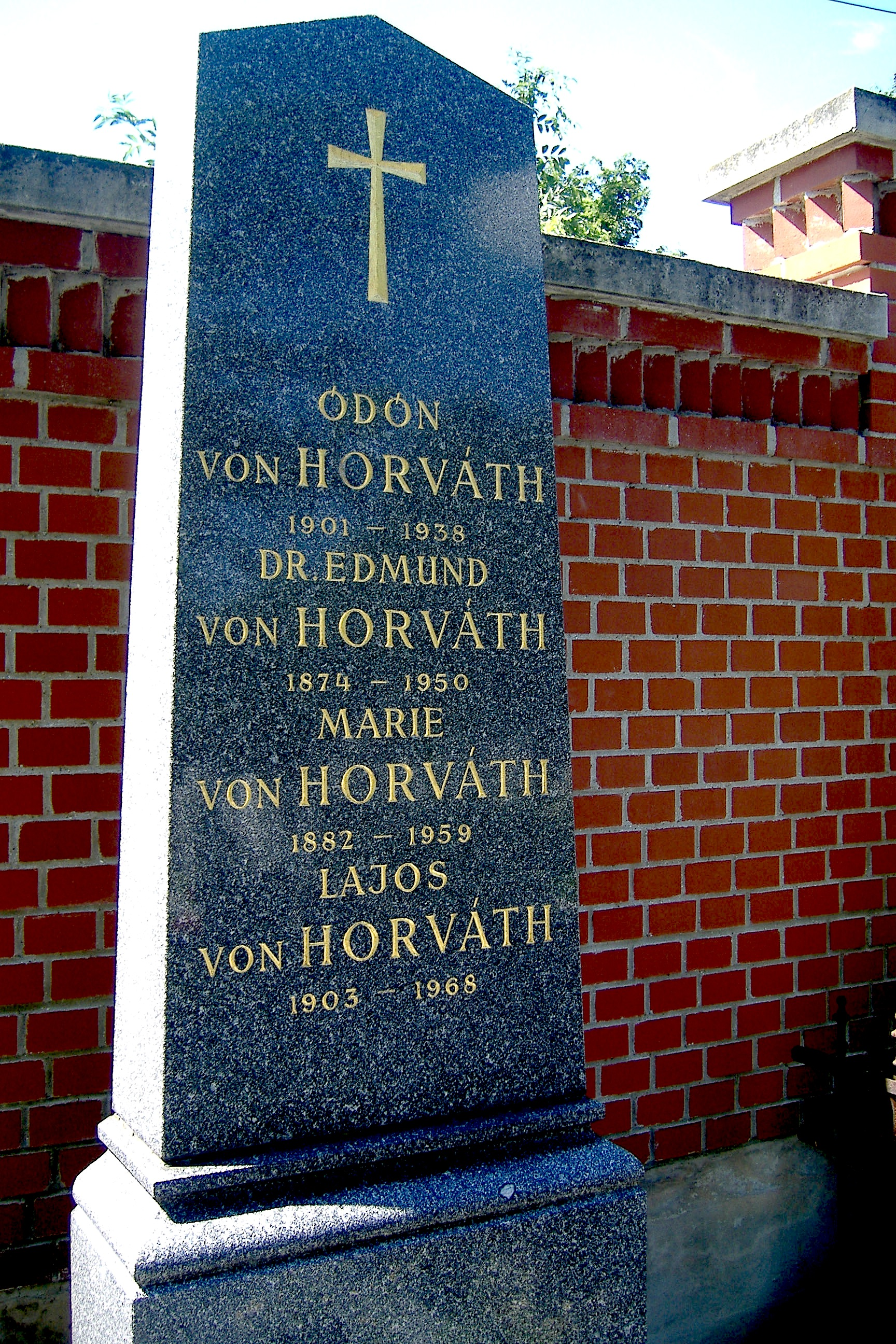
La familia de Ödön von Horváth en Viena

## Obra

### Teatro
- Das Buch der Tänze, 1920
- Mord in der Mohrengasse, 1923
- Zur schönen Aussicht, 1926
- Die Bergbahn, 1926
- Sladek der schwarze Reichswehrmann, 1929
- Rund um den Kongreß, 1929)
- Italienische Nacht, 1930
- Geschichten aus dem Wiener Wald 1931, Premio Kleist th
- Glaube, Liebe, Hoffnung, 1932
- Kasimir und Karoline, 1932
- Die Unbekannte aus der Seine, 1933
- Hin und her, 1934
- Don Juan kommt aus dem Krieg, 1936
- Figaro läßt sich scheiden, 1936
- Pompeji. Komödie eines Erdbebens, 1937
- Ein Dorf ohne Männer, 1937
- Himmelwärts, 1937
- Der jüngste Tag, 1937

### Novelas
- Der ewige Spießer, 1930
- Jugend ohne Gott, 1938
- Ein Kind unserer Zeit, 1938

### Otra prosa
- Sportmärchen, 1924–1926
- Interview, 1932
- Gebrauchsanweisung, 1932

- Datos: Q84455
- Multimedia: Ödön von Horváth / Q84455